# Warning (album)
Warning je šesti studijski album američke punk rock grupe Green Day, izdan 2000. Radeći na temelju prethodnika Nimrod, Warning izbjegava njihov zaštitni znak punk rock zvuka s više folk punk zvuka. Warning je također prvi album Green Daya koji nije producirao Rob Cavallo.
Iako je Warning došao do četvrtog mjesta na ljestvicama, album je čisto pokazao činjenicu da Green Day nije imao poštovanje koje je imao u prošlosti, i držao manje istaknuto mjesto u glazbi. Usprkos visokom kritičkom odgovoru, predstavljalo je najmanju komercijalnu krizu u karijeri grupe otkad je izašao njihov probojni album Dookie. Mnogi su mislili da se Green Day zavukao u kut i da se neće moći vratiti punk glazbi. Pored toga mnogo je obožavatelja smatralo ovaj album u visokoj brizi zbog kreativnosti, eksperimentalnosti i cjelokupno glazbenog uspjeha.
Dosegnuvši broj 4 u SAD-u i UK, Warning se prodao u milijun primjeraka u SAD-u i 4 milijuna u cijelom svijetu.

## Pjesme
Sve je napisao Billie Joe Armstrong osim Misery (cijela grupa), a uglazbio Green Day.
1. Warning
2. Blood, Sex and Booze
3. Church on Sunday
4. Fashion Victim
5. Castaway
6. Misery
7. Deadbeat Holiday
8. Hold On
9. Jackass
10. Waiting
11. Minority
12. Macy's Day Parade

## Sastav
- Billie Joe Armstrong - vodeći vokal, gitara, harmonika, mandolina
- Mike Dirnt - prateći vokal, bas-gitara, farfisa
- Tré Cool - bubnjevi
- Stephen Bradley - truba*Rob Cavallo - glavni producent

Snimljeno u studiu 880, Oakland, CA

## Vanjske poveznice
- allmusic.com  Arhivirana inačica izvorne stranice od 11. ožujka 2021. (Wayback Machine) - Warning